# 1733年の相撲
1733年の相撲（1733ねんのすもう）は、1733年の相撲関係のできごとについて述べる。

## 興行
- 5月場所（大坂相撲）[1]
  - 興行場所:大坂堀江